# Bad Bentheim
Bad Bentheim är en stad i Landkreis Grafschaft Bentheim, Niedersachsen, helt nära tyska gränsen mot Nederländerna.
I staden finns en borg, vars äldsta delar stammar från Romartiden, staden är även känd som kurort med svavelkällor.